# Ljusnarsberg
La commune de Ljusnarsberg est une commune suédoise du comté d'Örebro. Environ 4700 personnes y vivent  (2020). Son siège se situe à Kopparberg.

## Géographie
Kopparberg est situé à l'embouchure de la rivière Arbogaån, à environ 80 km au nord d'Örebro. La municipalité est limitrophe de la province de Dalécarlie au nord. L'un des points les plus élevés est la montagne Gillersklack, qui est une station d'hiver (ski alpin et ski de fond). Ljusnarsberg se trouve dans un district montagneux du centre inférieur de la Suède appelé Bergslagen. La région a toujours été un district minier.
La municipalité fait partie d'un groupe régional KNÖL (acronyme de Kommuner i Norra Örebro Län), composé de la municipalité de Ljusnarsberg, de la municipalité de Nora, de la municipalité de Lindesberg et de la municipalité de Hällefors.

## Histoire
En 1908, Kopparberg a été détaché de la municipalité rurale de Ljusnarsberg pour former une ville de marché (köping). En 1962, ils ont été réunis. 

## Localités
- Basttjärn
- Högfors
- Hörken
- Kopparberg
- Lerviken
- Ställberg
- Ställdalen

## Économie
L'une des plus grandes industries est la brasserie Kopparberg, qui fabrique de la bière et du cidre distribués à l'échelle nationale et mondiale.

## Personnalités
Hjalmar Andersson (1889-1971), champion olympique de cross-country par équipe en 1912, second en individuel, est né à Ljusnarsberg.

## Jumelages
La commune de Ljusnarsberg est jumelée avec trois communes:
- Lapinlahti, Finlande, depuis 1944.
- Aars, Danemark, depuis 1949.
- Sunndalsøra, Norvège, depuis 1949.